# Testvérváros

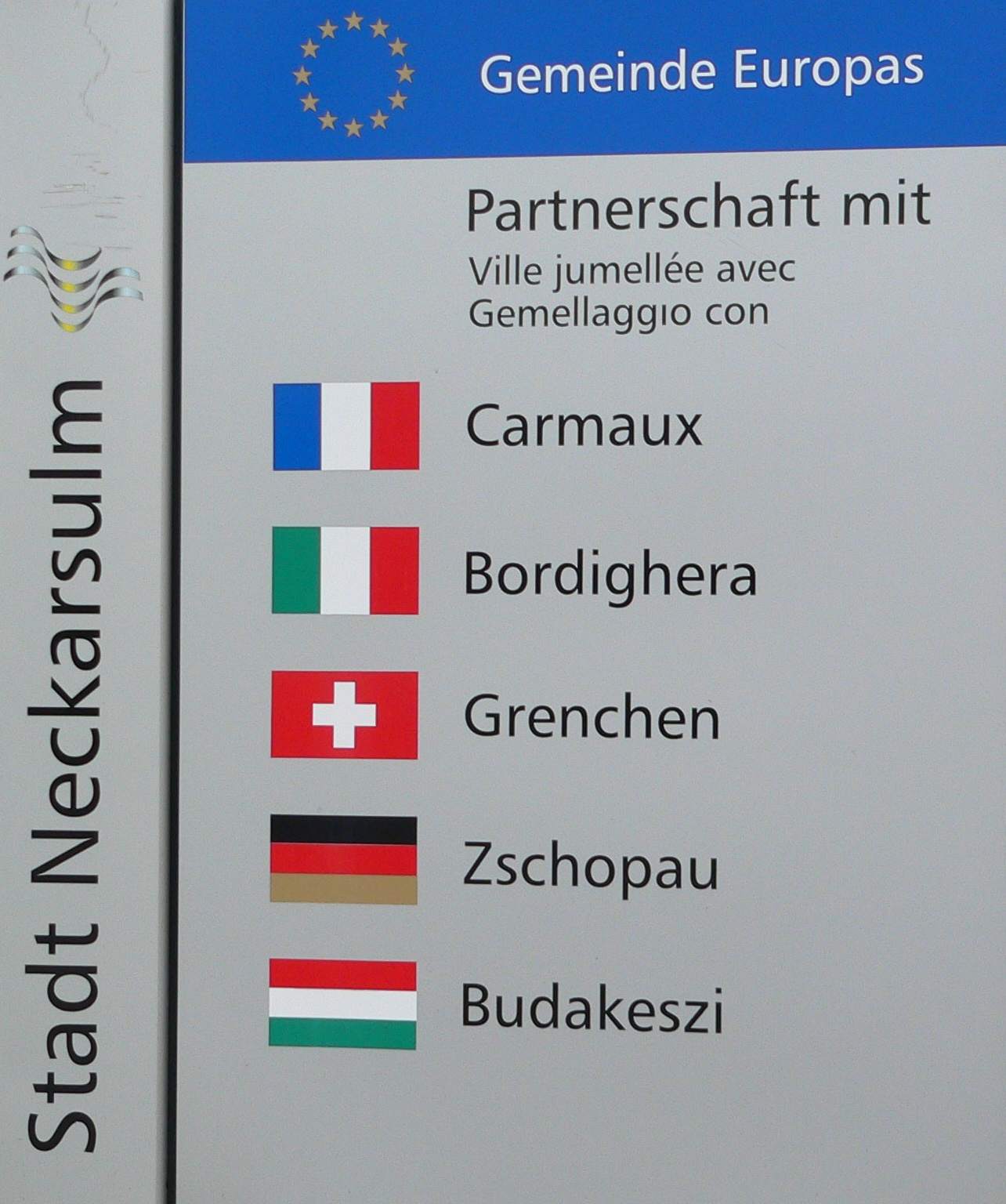
A németországi Neckarsulm testvérvárosait jelző tábla

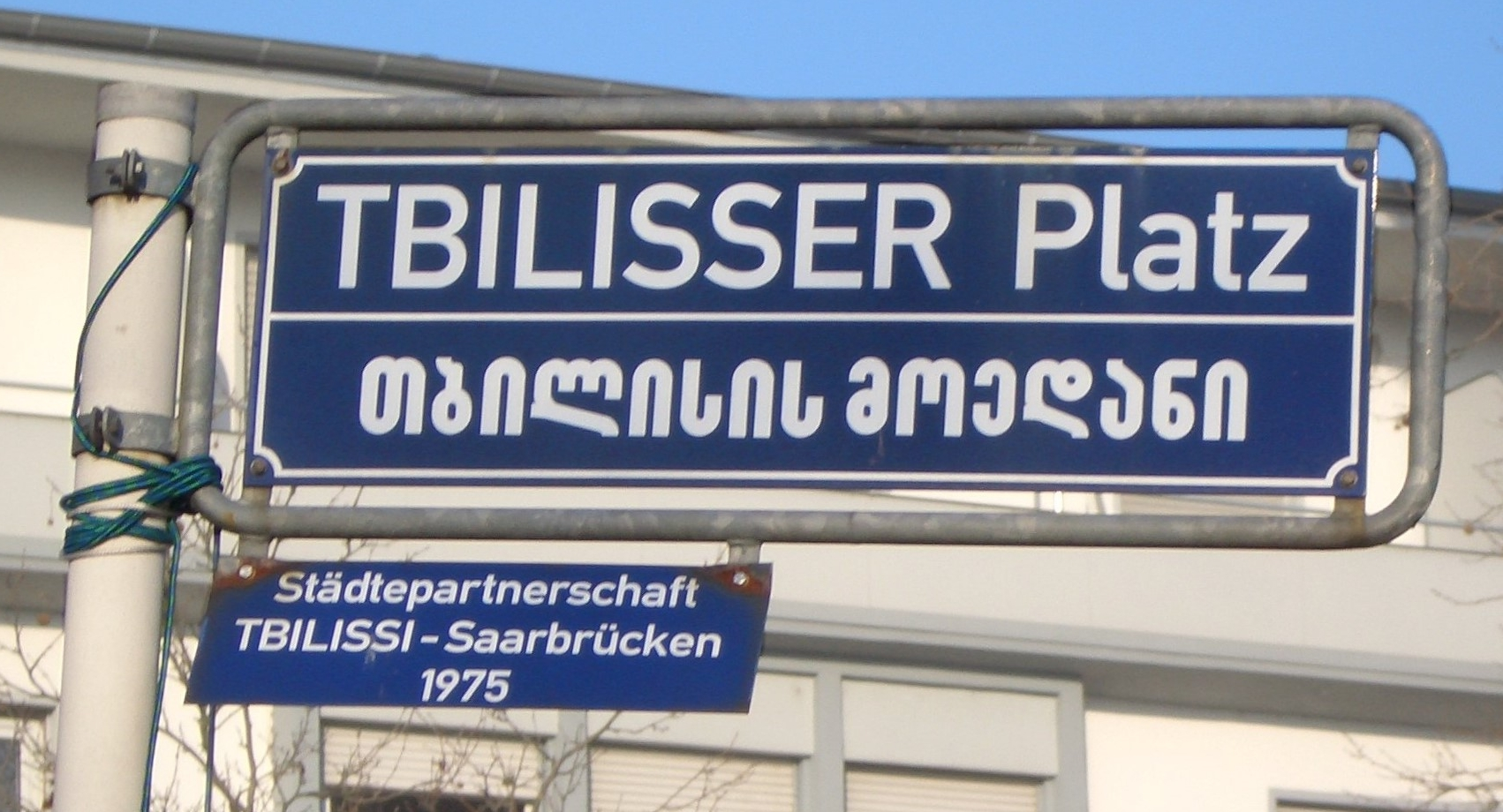
A németországi Saarbrücken testvérvárosa a grúz Tbiliszi

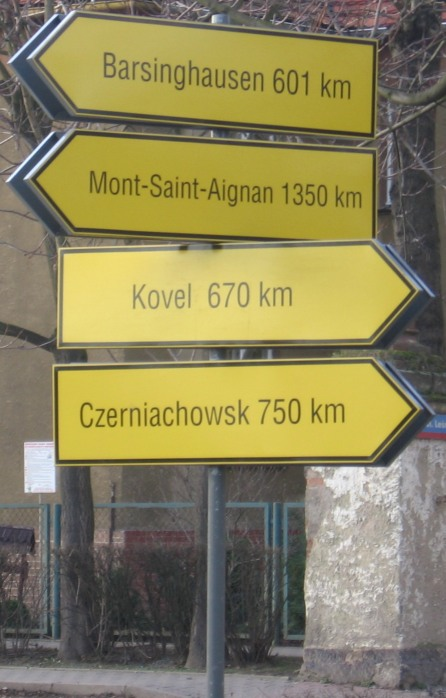
A lengyel Brzeg Dolny négy testvérvárosa

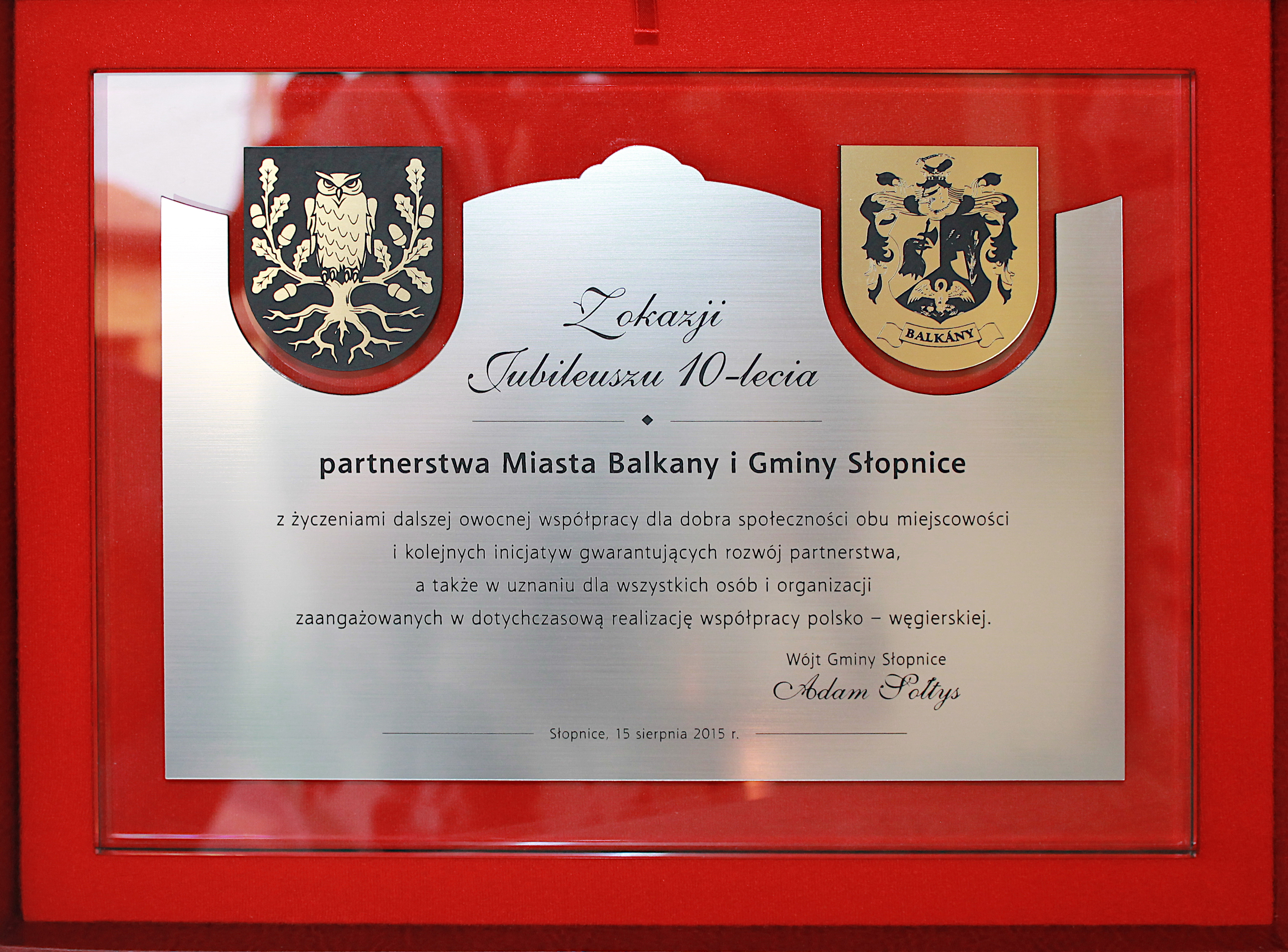
A lengyelországi Słopnice és a magyarországi Balkány közötti testvértelepülési szerződés megújítására, a tízéves jubileum alkalmából készített emlékplakett

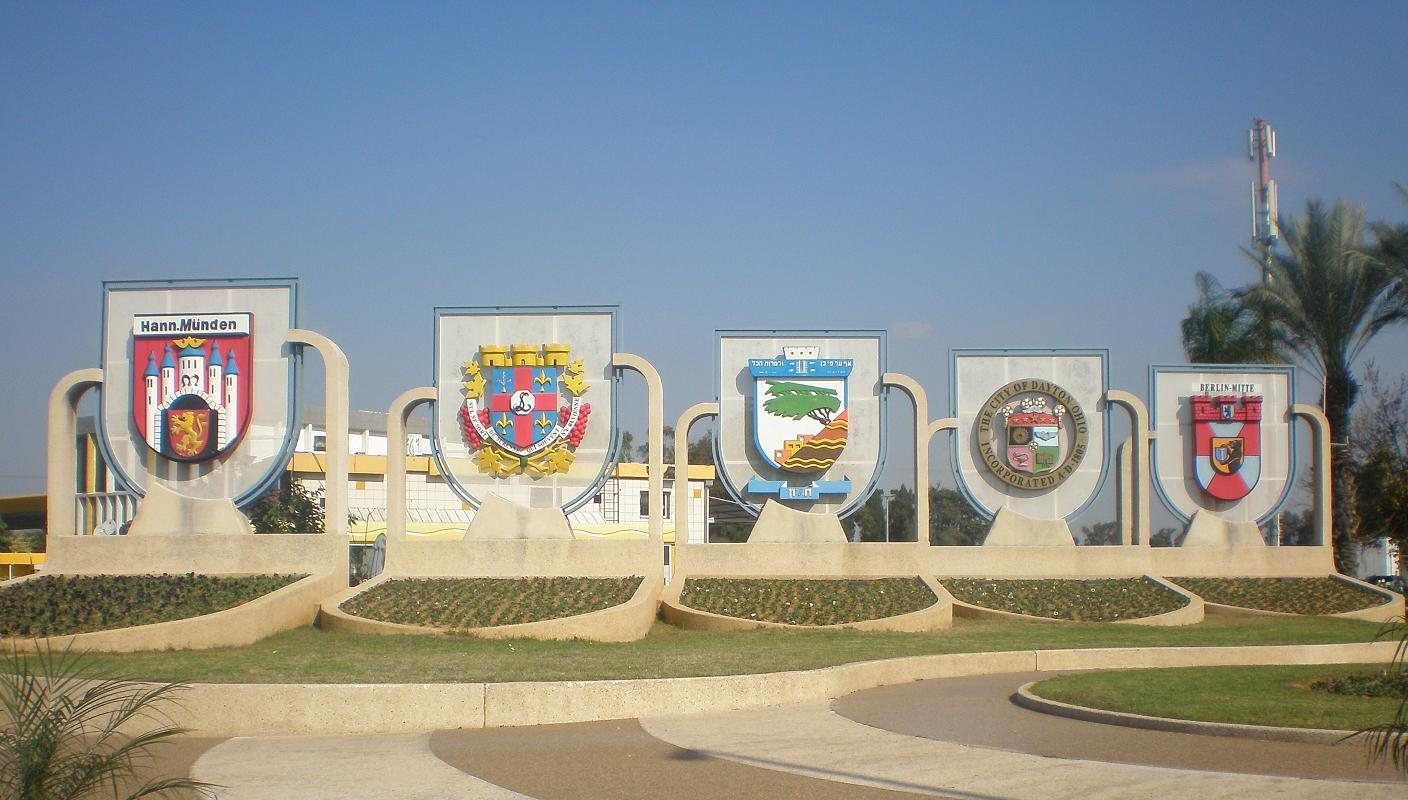
A testvérvárosok kertje az izraeli Holonban: Holon és négy testvérvárosának címere. Balról jobbra: Hannoversch Münden, Németország; Suresnes, Franciaország; Holon, Izrael; Dayton USA; Berlin-Mitte, Németország

A testvérvárosok (általánosabban: testvértelepülések) alapötlete szerint egy-egy politikailag és/vagy földrajzilag távol eső kis- vagy nagyváros partneri viszonyt alakít ki egymással, hogy az emberek közötti és a kulturális kapcsolatokat erősítsék. Magyarországon ezeket a várospárokat testvérvárosoknak, Európa más részein ikervárosoknak („twin towns”) vagy barátságvárosoknak („friendship towns”), német nyelvterületen partnervárosoknak („Partnerstädte”), Észak-Amerikában és Ausztrálázsiában nővérvárosoknak („sister cities”), a volt Varsói Szerződés egykori tagállamaiban fivérvárosoknak („города-побратимы”) hívják. A testvérvárosoknak gyakran (de nem mindig) hasonló a méretük és lakosságszámuk. Időnként a városnál nagyobb területek is partnerségre lépnek, mint például a kínai Hajnan tartomány és a dél-koreai Csedzsu-sziget.
A koncepció hasonló a levelezőtársakéhoz, csak itt egész városok a „társak”. A gyakorlatban sokszor diákcsereprogramokban, gazdasági-kulturális együttműködésben teljesedik ki a partnerség.

## Európa
A partnerség legkorábbi formája Európában a német Paderborn városa és a francia Le Mans között volt már 836-ban, bár a modern testvérvárosi kapcsolatot csak 1967-ben vették fel.
A legelső hivatalos testvérvárosi kapcsolatot 1920-ban alakították ki a brit Keighley és a francia Poix-du-Nord városka között.
A testvérvárosok kialakításának gyakorlata Európában a második világháború után alakult ki, abból a célból hogy az európaiakat közelebb hozza egymáshoz, elősegítse egymás jobb megértését és a határokon átívelő projektek létrejöttét. Az együttműködés egyik korai példája 1947-re tehető, amikor a bristoli városi tanács öt „vezető polgárát” Hannoverbe küldte jószolgálati küldöttségbe. Bár még mindig Európában a legnépszerűbb, a testvérvárosok koncepciója a többi kontinensre is átterjedt.
A testvérvárosi kapcsolatokat az Európai Unió is támogatja, 1989 óta. 2003-ban mintegy 1300 projektre kb. 12 millió eurós támogatást határoztak meg. Az Európai Önkormányzatok és Régiók Tanácsa szorosan együttműködik az Európai Bizottsággal (Oktatásügyi és Kulturális Főigazgatóság) a modern, jó minőségű testvérvárosi kezdeményezések és cserék előmozdítására, lehetőleg a közösség minél nagyobb részének bevonásával.
Az EU-s testvérvárosok más szerveződést alkotnak, mint a nemzetközi testvérvárosok.

## Észak-Amerika
A kanadai Vancouver az első városok között lépett testvéri szövetségre egy másik kontinenshez tartozó településsel, méghozzá 1944-ben az akkor a Szovjetunió részét képező ukrán Odesszával. Ennek a második világháborús szövetséges kikötőváros megsegítése adta az ideológiai hátteret. Mindazonáltal az Ohio állambeli Toledo és a spanyolországi Toledo közötti kapcsolat 13 évvel korábban, 1931-ben megkezdődött.
Az amerikai „Sister Cities” programot 1956-ban indította Dwight D. Eisenhower, az USA akkori elnöke. Eredetileg az Országos Városszövetség (National League of Cities) keretében működött, majd 1967-től külön szervezetben: az SCI (Sister Cities International) egy nonprofit polgári diplomáciai hálózat, amely társulásokat hoz létre és erősít meg a városi szintű együttműködés növelése céljából, a kulturális megértés és üzleti-gazdasági növekedés előmozdítása érdekében. Az ilyen együttműködések száma annyira megnőtt, hogy a legtöbb polgár nincs is tisztában azzal, hogy városának hány testvérvárosa is van.

## Informális használat
Néha a „testvérváros” kifejezést hasonló kulturális/történelmi örökségű településekre is használják; ilyen például a texasi Galveston és a Louisiana-beli New Orleans, mindkettő történelmi fontosságú déli kikötő a Mexikói-öbölben.

## Fordítás
- Ez a szócikk részben vagy egészben  a   Town twinning című angol Wikipédia-szócikk ezen változatának fordításán alapul.  Az eredeti cikk szerkesztőit annak laptörténete sorolja fel. Ez a jelzés csupán a megfogalmazás eredetét és a szerzői jogokat jelzi, nem szolgál a cikkben szereplő információk forrásmegjelöléseként.